# Parlamentní volby v Rakousku 1927
Parlamentní volby konané 24. dubna 1927 byly čtvrtými volbami od vyhlášení první Rakouské republiky. Nejvíce hlasů získala Jednotná kandidátka (německy: Einheitsliste) konzervativců z Křesťanko-sociální strany a nacionalistů z Velkoněmecké lidové strany. Druzí skončili sociální demokraté, kteří po volbách opět skončili v opozici. Konzervativci s nacionalisty se spojili s ve volbách třetím Landbundem a pravicová vláda kancléře Seipela mohla dále pokračovat ve vládnutí.

## Předcházející události
Rakousko se ve na počátku 20. letech potýkalo s vážnými ekonomickými problémy a hyperinflací. V březnu 1925 byla z toho důvodu opuštěna rakouská koruna a zaveden rakouský šilink. Ekonomika se stabilizovala, ale samotný rakouský stát byl velice mladý a trápily ho jak četné finanční aféry členů vlády, tak silné provázání vládnoucí strany s katolickou církví a špičkami průmyslu. Celá neutěšená situace vyvrcholila skandálem rakouské Poštovní spořitelny, pod jehož tíhou padla vláda Rudolfa Ramka a úřadu se ujal konzervativní Ignaz Seipel. Opoziční sociální demokraté v listopadu 1926 vyhlásili tzv. Linecký program, ve kterém formulovali třídní boj, revoluční uchopení moci a vládnoucí křesťanské sociály označili za klerofašisty. Staronový kancléř (v úřadě byl již v letech 1922 - 1924) odpověděl financováním jednotek polovojenské pravicově vyhraněné organizace Heimwehr (německy Domobrana).

### Schattendorfský incident
V lednu 1927 probíhal v malém převážně levicově zaměřeném městečku Schattendorf v Burgenlandu sjezd bývalých frontových vojáků zorganizovaných do pravicového uskupení Svaz frontových vojáků německo-rakouských. Polovojenský spolek Schutzbund, vedený sociálními demokraty, na stejný den svolal schůzi do půl kilometru vzdáleného hostince. Obě ozbrojené skupiny se následně střetly a došlo střelbu, která měla za následek kromě pěti zraněných i jedno mrtvé dítě a mrtvého člena Schutzbundu. V den pohřbu obětí, tj. 2. února 1927, proběhla v celém Rakousku 15 minutová stávka. Pachatelé byli posláni před soud, který se konal až po volbách do parlamentu, a to v červenci 1927.

## Politická situace v Rakousku

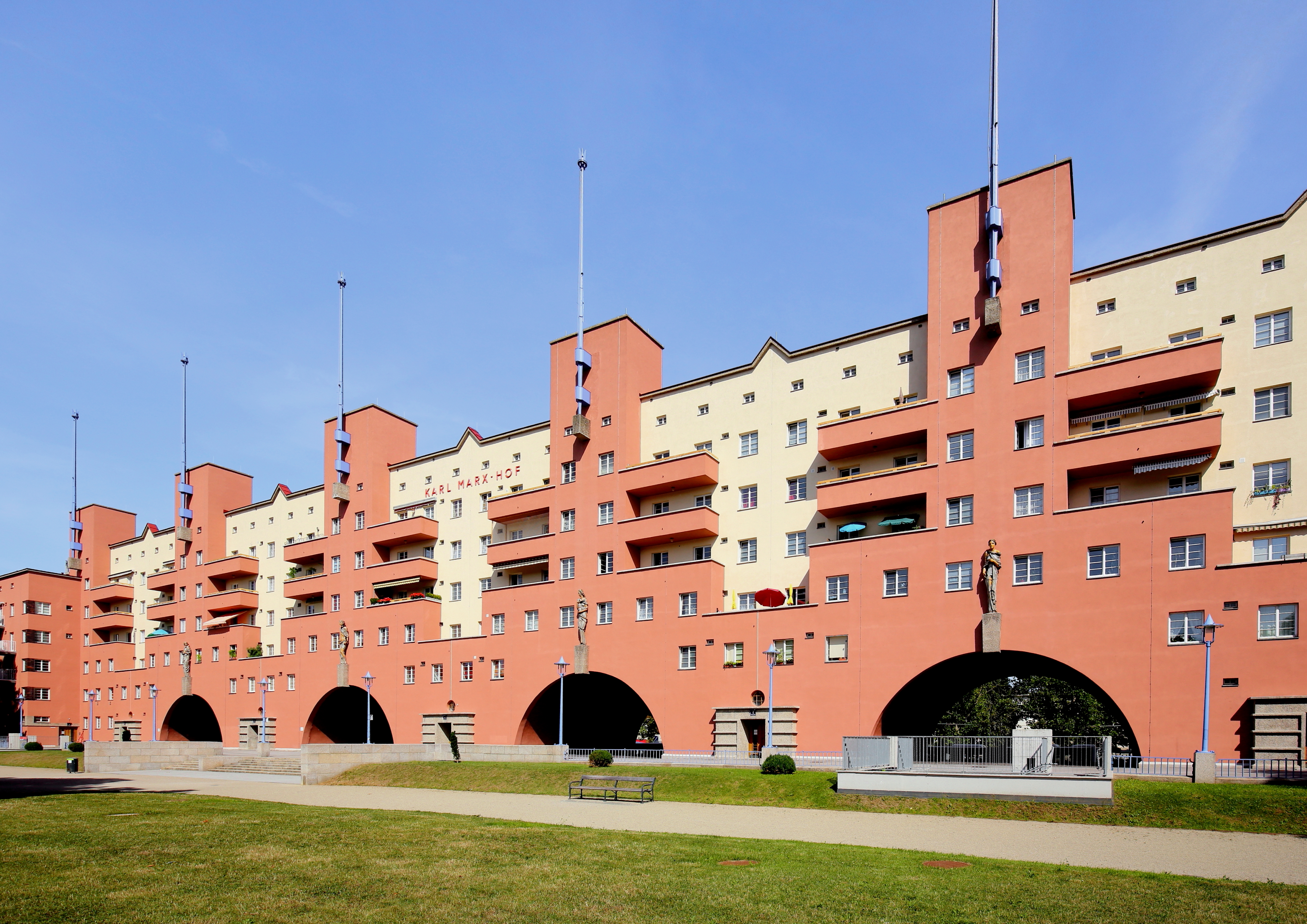
Karl-Marx-Hof, příklad komunitního bydlení ve Vídni vybudovaného sociálními demokraty

Rakousko bylo v meziválečném období rozdělené na dva nesmiřitelné a přibližně stejné tábory. Levicový či socialistický tábor vedla Sociálně demokratická strana s volební podporou dělníků a státních zaměstnanců, a to především ve velkých městech. Hlavní baštou byla Vídeň, kterou strana řídila nepřetržitě od rozpadu Rakouska-Uherska. Sociální demokraté se podíleli na vládě v zemi pouze dva roky a od voleb v roce 1920 byli nepřetržitě v opozici. Pro ochranu členů stany a levicových aktivistů byla sociálními demokraty založena polovojenská organizace Republikanischer Schutzbund (německy: Republikánský obranný svaz).
Druhý tábor, který se vyznačoval konzervativní, nacionální a pravicovou politikou, byl veden Křesťanko-sociální stranou, která s nacionalisty z Velkoněmecké lidové strany vládla bez přestávky od roku 1920. Její síla byla především na venkově, v katolických kruzích a u konzervativního měšťanstva. Jako odpověď na zbrojení sociálních demokratů, se kancléř Seipel obrátil právě k antikomunistickému Heimwehru, který začal podporovat.

## Volby

### Tvorba Jednotné kandidátky
Linecký program sociálních demokratů silně otřásl pozicemi konzervativců v Rakousku. Vládnoucí Křesťansko-sociální strana se po sedmi letech vlády nacházela ve vnitrostranické krizi, které nijak nepřispívaly skandály jejích členů. Konzervativcům hrozil v nadcházejících volbách výrazný volební neúspěch. Kancléř Seipel musel za pomoci podporovatelů z obchodu a průmyslu nastartovat kampaň, ve které si kladl za cíl vytvoření jednotného protikomunistického volebního bloku, tzv. Einheitsliste (německy Jednotná kandidátka). Hlavním účelem bloku mělo být zabránění sociálně demokratické nadvlády v Rakousku. Kampaň slavila úspěch a na začátku roku 1927 se ke Křesťansko-sociální straně přidaly do bloku Velkoněmecká lidová strana, nacionalistický Deutschsozialen Verein (německy: Německý sociální spolek), nacistická Schulzgruppe a Mittelständischen Volkspartei (německy: Středostavovská lidová strana). Seipel se pokusil přesvědčit ke spolupráci i Landbund, ale ten účast odmítl a šel do voleb samostatně.

### Volební kampaň
Pravicová Jednotná kandidátka (Einheitsliste) podle očekávání vystupovala proti sociálním demokratům a komunistům. Vyhlásila boj levicovému teroru a ve Vídni přidala ještě odkaz na sociálně demokratickou daňovou tyranii.
Sociální demokraté přišli s kritikou vládní politiky, která měla způsobit inflaci a nezaměstnanost v zemi. Navrhli finanční zabezpečení ve stáří a na příkladu Vídně ukázali, jak by mohlo celé Rakousko fungovat pod jejich taktovkou.
Zároveň s volbami do parlamentu se konaly i volby do městské rady ve Vídni.

### Volební výsledky
Pravicovým silám se nakonec podařilo volby vyhrát a udržet se u moci. Jednotná kandidátka získala 85 křesel (73 CS, 12 GDVP) v 165 členném parlamentu. Nebylo to ale jasné vítězství. Hlavní strany z kandidátky získaly v minulých volbách v roce 1923 dohromady 92 křesel (CS 82, GDVP 10) a nyní se museli obejít bez 7 mandátů. Ty se rozdělily mezi sociální demokraty (+3) a jako velký úspěch mohl prohlásit výsledek voleb Landbund, který dosavadní počet svých křesel zdvojnásobil.
Ve Vídni Jednotná kandidátka neslavila úspěch. Jako v minulých volbách i tentokrát dominovali v hlavním městě sociální demokraté s 60,3 %. Druhý blok konzervativců a nacionalistů měl pouze 36,5 %.
| Politická strana | Politická strana                                       | Hlasy v % (změna) | Hlasy v % (změna) | Mandáty (změna) | Mandáty (změna) |
| ---------------- | ------------------------------------------------------ | ----------------- | ----------------- | --------------- | --------------- |
|                  | Jednotná kandidátka (CS + GDVP)                        | 48,2              | ▲ +4,2            | 85              | ▲ +3            |
|                  | Sociálně demokratická dělnická strana Rakouska (SDAPÖ) | 42,3              | ▲ +2,7            | 71              | ▲ +3            |
|                  | Landbund (L)                                           | 6,3               | ▲ +3,3            | 9               | ▲ +4            |
|                  | ostatní                                                | 3,2               | -                 | 0               | 0               |
| Celkem           | Celkem                                                 | 100,0             |                   | 165             | 0               |

## Sestavování vlády
Po těsném vítězství Jednotné kandidátky přizval kancléř Seipel do vlády zástupce Landbundu. Ti po zdlouhavých jednáních nakonec s nabídkou souhlasili. Nedostali sice požadovaný post ministra zemědělství, ale jejich poslanec Karl Hartleb se stal vicekancléřem a ministrem vnitra. Vznikla tak pátá vláda Ignaze Seipela. Pravicová vláda se i přes těsné vítězství dostala o defenzívy proti stále silnějšímu a aktivnějšímu dělnickému hnutí.

## Následné události

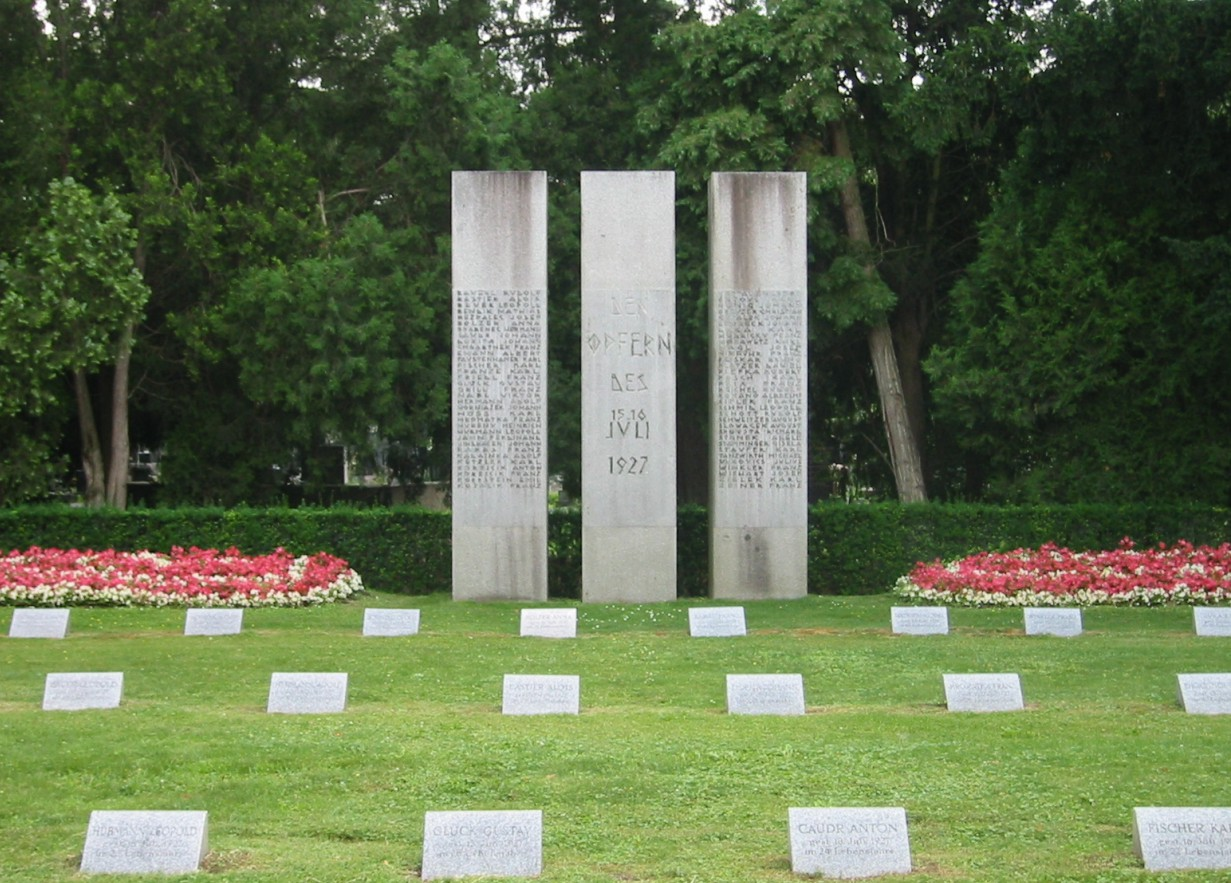
Památník obětem Červencové revolty na Ústředním hřbitově ve Vídni

Dne 14. července 1927 se dostali před vídeňský soud tři členové pravicového Svazu frontových vojáků za smrt dvou lidí během lednového Schattendorfského incidentu. Obžalované zastupoval známý nacionalistický právník a politik Walter Riehl a podařilo soud přesvědčil, že se jednalo o sebeobranu. Soud všechny obžalované nakonec osvobodil. Verdikt šokoval levicově smýšlející obyvatele Vídně a na druhý den byla svolána generální stávka. K hlavnímu střetu došlo u Justičního paláce, do kterého se protestující vloupali, zničili veškerý nábytek a budovu nakonec podpálili. Přijíždějícím hasičům bylo demonstranty aktivně bráněno v hašení, a tak palác s veškerými právními dokumenty lehl popelem.
Policejní prezident Johann Schober si byl vědom, že vídeňská policie není dostatečně vybavená k potlačení takovýchto nepokojů. Neúspěšně se pokoušel přesvědčit vídeňského starostu Seitze o povolání armády a neuspěl ani u ministra obrany Vaugoina. Schober nakonec rozdal svým policistům pušky a povolal na pomoc pravicový Heimwehr. Sociálně demokratickému starostovi Seitzovi, ani veliteli levicového Schutzbundu Körnerovi se nepodařilo demonstranty uklidnit, a tak byl vydán rozkaz k potlačení protestů násilím.
Střet policie s demonstranty u Justičního paláce, který bývá označován jako Červencová revolta, se stal nejkrvavější událostí první Rakouské republiky do vypuknutí krátké občanské války v roce 1934. Násilné rozehnání demonstrace stálo život 89 demonstrantů a 5 policistů. Dalších 120 policistů bylo zraněno těžce a téměř 500 lehce. Na straně demonstrantů bylo skoro 600 zraněných. Jednotky Heimwehru se vládě ukázaly jako efektivní zbraň proti rostoucí síle dělnictva a jejich vliv na politické dění v zemi výrazně posílil.